# مورفیس (کالیفرنیا)
مورفیس (به انگلیسی: Murphys) یک منطقهٔ مسکونی در ایالات متحده آمریکا است که در شهرستان کالاوراس، کالیفرنیا واقع شده‌است. مورفیس ۲۶٫۷۳۸ کیلومتر مربع مساحت و ۲٬۲۱۳ نفر جمعیت دارد و ۶۶۲ متر بالاتر از سطح دریا واقع شده‌است.